# Nika (cantante)
Nika, pseudonimo di Anni Mattila (Tampere, 1985), è una cantante finlandese.

## Biografia
Nika è salita alla ribalta alla fine del 2007 con il suo singolo di debutto Sanot vaan, che ha raggiunto la 7ª posizione della Suomen virallinen lista ed è stato seguito da altri due singoli. Il 25 febbraio 2009 è uscito il suo album di debutto, Lauluni mun.
Negli anni successivi ha lavorato prevalentemente come produttrice, realizzando l'album Medium del 2011 di Pyhimys, e come autrice, scrivendo canzoni per Jannika B e Jussu Pöyhösen.

## Discografia

### Album
- 2009 - Lauluni mun

### Singoli
- 2007 - Sanot vaan
- 2008 - Sovita mua
- 2008 - Heikkona hetkenä/Avosylin (menee miten menee)